# Carmen Cortés
Carmen Cortés (* 19. Dezember 1957 in Barcelona) wird zu den großen Flamenco-Tänzerinnen (bailaoras) des 20. Jahrhunderts gezählt. Im Laufe einer langjährigen tänzerischen Entwicklung hat sie den Flamenco um eine Vielzahl neuer Elemente bereichert. Sie hat einen eigenen Stil entwickelt, der in keines der herkömmlichen Fächer eingeordnet werden kann.
Cortés’ Eltern kamen ursprünglich aus Andalusien, weswegen sie ihre ersten Tanzerfahrungen im Flamenco machte. Die Grundkenntnisse des klassischen Tanzes erwarb sie an der Escuela del Ballet Nacional.
Für ihr Stück Yerma erhielt sie 1998 eine Auszeichnung für die beste Inszenierung. Im Rahmen der Messe des Teatro de Huesca im November 1999 wurde ihr neues Stück „Racial“ uraufgeführt. Mit einer Überarbeitung dieser Choreographie hat sie ebenfalls das Herbstfestival „Las Palmas de Gran Canaria“ im Theater Pérez Galdós eröffnet.
Neben zahlreichen Soloauftritten bei diversen internationalen Festivals und der Leitung ihrer eigenen Kompanie in Zusammenarbeit mit ihrem Mann, dem Flamecogitarristen Gerardo Núñez, unterrichtet sie heute  an der berühmten Schule Amor de Dios in Madrid.

## Inszenierungen
- Acontraluz
- Las Furias
- Flamenco – Flamenco (Studie über den Flamenco gestern und heute)
- Cantes de Ida y Vuelta
- Memoria del Cobre
- El amor brujo
- Los Gabrieles (Hommage an das Café cantante)
- A Federico (Ballett mit Elementen des Flamenco)
- Yerma
- Salomé
- Así Pasen Cien Años